# 傅懿德
傅懿德 (義大利語：Fabrizio Freda，1957年8月31日—) 是一位意大利企业家。

## 生平
1957年出生于意大利那不勒斯，1981年毕业于那不勒斯腓特烈二世大学，1982年进入宝洁任职于美妆部门，1992年升任食品部部长，2008年3月加入雅诗兰黛公司担任首席运营官，2009年7月1日接替威廉·兰黛担任首席执行官。

## 薪水
2016年作为雅诗兰黛公司董事长兼首席执行官薪水合计48,369,401美元。